# Wyższa Szkoła Filologii Hebrajskiej w Toruniu
Wyższa Szkoła Filologii Hebrajskiej w Toruniu – była uczelnia niepubliczna działająca w Toruniu w latach 2009–2016.

## Historia
Uczelnia została utworzona w 2009 roku przez Prowincję Świętego Franciszka z Asyżu Zakon Braci Mniejszych Franciszkanów w Polsce. Miała uprawnienia do prowadzenia studiów licencjackich na kierunku filologia. W 2016 roku zakończyła działalność z powodu zbyt małej liczby studentów.

## Kierunki nauczania
Uczelnia dawała możliwość podjęcia studiów stacjonarnych pierwszego stopnia na kierunku Filologia, w ramach specjalizacji filologia hebrajska.
Szkoła umożliwiała również kształcenie podyplomowe na kierunkach takich jak:
- Judaizm (2 semestry)[4],
- Świat Biblii: grecka literatura żydowska[5],
- Starożytny Izrael: epigrafika i archeologia biblijna (4 semestry)[6],
- Sztuka żydowska na ziemiach polskich (2 semestry)[7],
- Filologia hebrajska: Świat Biblii (2 semestry)[8],
- Dialog międzyreligijny – Judaizm, Chrześcijaństwo, Islam (2 semestry)[9].

## Poczet rektorów
- dr Maksymin Tandek OFM (2009–2011)
- dr Bernard Jarosław Marciniak OFM (od 2011 do likwidacji)